# Zeke y Luther
Zeke y Luther (en inglés: Zeke & Luther) es una serie de televisión estadounidense producida y transmitida por la cadena Disney XD. La serie está protagonizada por Hutch Dano, Adam Hicks, Daniel Curtis Lee, y Ryan Newman.

## Argumento
Zeke y Luther son dos amigos de la infancia que pasan a vivir una vida como skaters muy habilidosos cuyo sueño es ser profesionales del skate. Por un giro del destino, o mejor dicho muchos giros, se meterán en situaciones que los harán estar más cerca de alcanzar su sueño. Pero claro, "no pueden faltar los inconvenientes"  que los llevarán a complicar las cosas aún más, además de que, a la vez, ellos mismos tienden a hacer que se pongan más difíciles. Pese a ello intentarán todo lo posible para lograr su cometido en cada episodio.

## Reparto

### Principales
- Hutch Dano como Ezequiel "Zeke" Falconi
- Adam Hicks como Luther Jerome "Luth" Waffles.
- Daniel Curtis Lee como Cornelius "Kojo" Jonesworth.
- Ryan Newman como Ginger Falconi.

### Recurrentes
- Nate Hartley como Oswald "Ozzie" Kepphart.
- Abigail Mavity como Lisa Grubner.
- David Ury como Don "Donut" Donaldson.
- Marianne Muellerleile como Abuela Waffles.
- Lawrence Mandley como Reginald "Uniforme" Johnson.
- Scott Beehner como Oficial Dingle.

### Secundarios
- David Gore como Kirby Cheddar.
- John Schuck como Carl.
- Lily Jackson como Poochie.
- Ron Fassler como Dale Davis.
- Andy Pessoa como Garrett "Yeso Sucio" Delfino.
- Davis Cleveland como Roy Waffles.
- Juliet Holland-Rose como Olivia Masterson.
- Reid Ewing como Charlie Plunk.
- Chris Zylka como Doyce Plunk.

## Personajes

### Principales

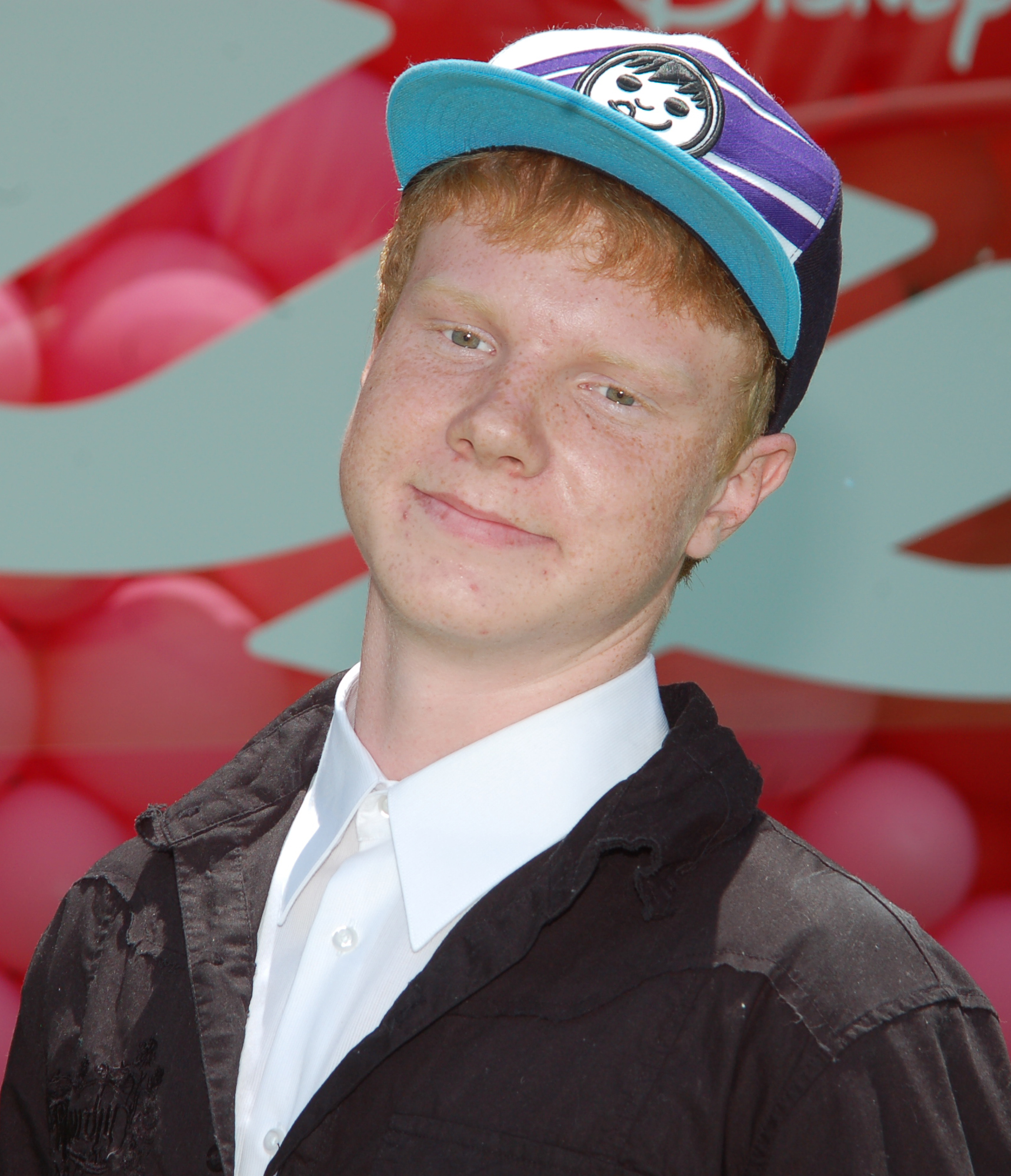
Adam Hicks interpretó a Luther Waffles.

- Zeke Falconi: es el mejor amigo de Luther, el hermano mayor de Ginger. Su primer trabajo fue en las entregas de Don's Donuts. Él generalmente es el más inteligente y más serio del grupo. Sin embargo, su mayor debilidad es su amor hacia Olivia Masterson, su vecina de al lado. Ella es modelo de "Langley Olives". Zeke y Luther patrocinan a Liver Nubs. Él nació en un restaurante de sushi en Japón cuando sus padres estaban de vacaciones, lo que también le da la nacionalidad japonesa, aunque no lo admita.

- Luther Jerome Waffles: es el mejor amigo de Zeke, es el campeón de la Copa de apilamiento, puede ser un poco tonto y a veces es un jugador excesivo. Él también tiene un pelo de axila llamado Gordon. Ha adoptado una rata que capturó Uniforme Johnson, y la llamó Fortuna. Fortuna es a la vez su mascota y su amuleto de buena suerte. Él y Zeke patrocinan a Liver Nubs. Nació el 29 de febrero de 1996 en la tienda de donas de Don.

- Ginger Falconi (temporadas 1-2 principal, temporada 3 recurrente): la hermana menor de Zeke. En el episodio "Hermano vamos a ser profesionales", utiliza a los chicos para hacer dinero. Ella es un poco más inteligente, pero busca constantemente formas de torturar a Zeke, como decirle a Olivia que le gustaba ella. Ella también tiene un hábito de hacer puestos como un puesto de falafel en "Piloto" y un puesto de limonada en "Hermano vamos a ser profesionales". Ginger es también una flautista como se muestra en "Campamento de Skate".

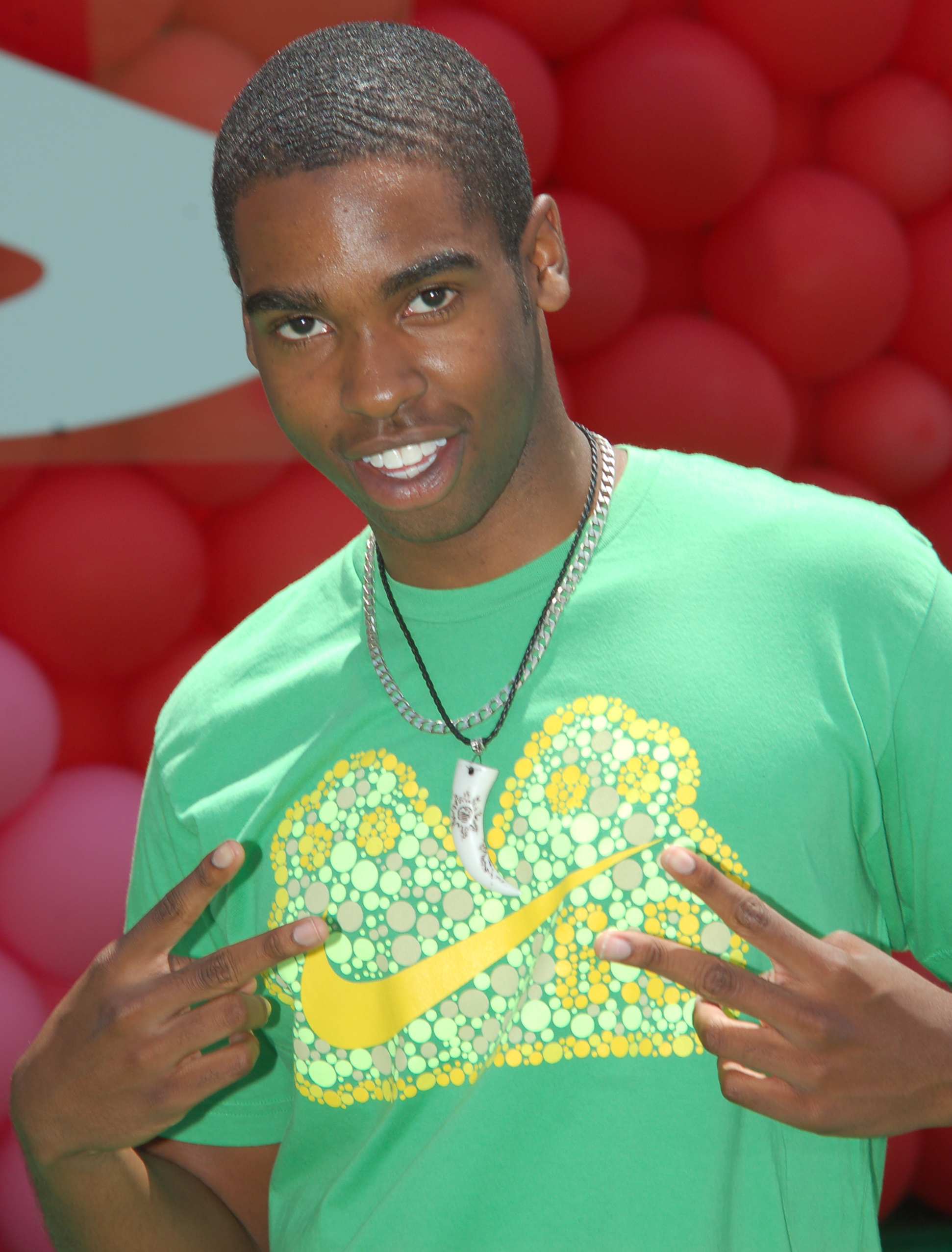
Daniel Curtis Lee interpretó a Koujo.

- Cornelius "Koujo" Joneshworth: es el rival de Zeke y Luther, para la reputación del mejor skater de la ciudad. Está lleno de orgullo en sí mismo hasta el punto de que él tuvo su propio calendario. Es patrocinado por "Dastardly Skate". Se revela, en "La noche del video", de que el nombre de su madre es Nancy. Cornelius también cree ser mejor skater que Zeke y Luther. Una de sus frases típicas es "¡Cuidado!" y "¡Es muy guapa!"

### Secundarios
- Olivia Masterson: fue la chica de las aceitunas para la compañía "Langley Olives", actualmente es vecina de Zeke. Ella diseñó una capa para Zeke en el episodio "Al estilo mio" y Zeke está enamorado de ella.

- Don Donaldon: propietario de Donas Don, lugar favorito de Zeke y Luther. Es el único empleado de su restaurante pero en la temporada 2 tiene muchas empleadas que trabajan para él.

- Reginald "Uniforme" Johnson: Es el malhumorado vecino de Zeke y Luther, exastronauta que normalmente tira cosas antiguas del espacio a la basura y tiene un simulador de gravedad en su garaje. Su apodo se debe al hecho de que lleva un uniforme todos los días, se define gruñón e infeliz pero en un episodio le presta a Zeke y Luther su cohete pero se revela en el mismo episodio que no llegó a la luna por sus compañeros y al final va con Zeke y Luther en el skate para acompañarlos en la portada al final del episodio.

- Oswald "Ozzy" Kepphart: un chico raro el cual también aprende skate en el "campamento skate" y también aparece en "la capa del terror" y es el árbitro de los "Duelos Bizarros". En la temporada 2 descubre que Luther y Ozzy son enemigos naturales desde niños y aunque parezca imposible, tiene una novia que se llama Kamiko.

- Abuela Waffles: es la abuela de Luther.

- Yeso Sucio / Garrett Delfino: es el vecino de Zeke y Ginger y también graba los videos en skate de Zeke y Luther para la noche del video. Tiene un yeso en su brazo, está sucio (de ahí viene su apodo) y está enamorado de Ginger pero esta no lo soporta.

- Kirby Cheddar: es un niño que en el vecindario de Zeke y Luther toca el trombón y le tiene miedo a los tiburones. Se sabe que su familia es rica.

- Oficial Dingle: es un loco policía de Pacific Terrens que en su mundo Zeke y Luther son delincuentes y los trata mal.

- Poochie "Pooch" McGruder: es la mejor amiga de Ginger y ayuda a molestar a Zeke, cada vez que aplaude grita diciendo ¡si!.

- Los Plunk: son hijos de un peluquero y detestan a Zeke y Luther y quieren cortar su cabello; hasta tienen un video musical.

- Chicas Don: son trabajadoras de la tiendas de donas de Don (su aparición se produce desde la segunda temporada).

- Lisa Grubner: es la joven hermana de un antiguo compañero de Zeke, que esta locamente enamorada de él.

## Episodios
| Temporada | Episodios | Estados Unidos        | Estados Unidos         | Hispanoamérica      | Hispanoamérica      | España                   | España |
| Temporada | Episodios | Comienzo              | Final                  | Comienzo            | Final               | Comienzo                 | Final  |
| --------- | --------- | --------------------- | ---------------------- | ------------------- | ------------------- | ------------------------ | ------ |
| 1         | 21        | 15 de junio de 2009   | 1 de febrero de 2010   | 3 de julio de 2009  | 25 de marzo de 2010 | 18 de septiembre de 2009 | N/A    |
| 2         | 26        | 15 de marzo de 2010   | 6 de diciembre de 2010 | 4 de julio de 2010  | 22 de julio de 2011 | N/A                      | N/A    |
| 3         | 24        | 28 de febrero de 2011 | 29 de mayo de 2011     | 18 de julio de 2011 | 29 de abril de 2012 | d N/A                    | N/A    |

## Especiales de TV
| Especial N° | Temporada N° | Episodio N° | Título                                    | Estreno en Estados Unidos | Estreno en Latinoamérica | Estreno en España |
| ----------- | ------------ | ----------- | ----------------------------------------- | ------------------------- | ------------------------ | ----------------- |
| 1           | 2            | 31/32       | Luther Waffles and the Skateboard of Doom | 21 de junio de 2010       | 22 de julio de 2011      | N/A               |

## Duelos Bizarros
Una serie de cortos en donde Zeke y Luther realizan competencias extrañas, arbitradas por Ozzie.
| Tema                         | Ganador | Manera |
| ---------------------------- | ------- | --- |
| Duelo de valentía            | Luther  | Luther gana ya que Zeke vestía normal y Luther como mujer adolescente. |
| Ajedrez                      | Nadie   | Nadie gana ya que ninguno de los dos sabe jugar y terminan luchando. |
| Balón basurero               | Zeke    | Zeke le pone bajo presión amenazando que le lanzarán tomate podrido sabiendo que Luther es malo bajo presión, al final Luther falla y Ozzy le lanza un tomate podrido.                                                                                        |
| Carne atada                  | Luther  | Zeke le da la victoria ya que resulta que el animal de los vecinos no era un perro sino un puma. |
| Botón rojo                   | Zeke    | Luther presionó el botón que solo lanzaba avena. |
| Duelo de miradas             | Zeke    | Luther volteó al oír que Ozzy se rascaba con su skate. |
| Béisbol a ciegas con pescado | Nadie   | Los dos chicos empezaron una lucha. |
| Congelación de cerebro       | Nadie   | Zeke confundió con una "I" y a Luther se le congeló el cerebro. |
| Traje extra grande           | Nadie   | Zeke y Luther jugaban baloncesto con 2 trajes grandes los dos terminaron con 90 puntos cada uno pero los dos no se podían levantar para seguir jugando así que le piden a Ozzie ayuda pero él dice que es trampa y se va a comer lo que preparó su madrastra. |
| 50 banditas                  | Zeke    | Cada uno pega y posteriormente despega banditas en el cuerpo del otro. Para desgracia de Luther, una de ellas estaba en su axila. Por eso perdió. |
| Despertar a Ozzy             | Luther  | Luther Se Quiere Comer Una Banderilla Y Ozzy Se Despertó. |
| Saliva de vaca               | Luther  | Luther apuesta a Zeke que puede lanzar un globo con saliva de vaca a un balde de clavos sin que se rompa pero le atina en el skate de Zeke y este se ría. Justamente Luther le apostó a Ozzy que podía cubrir el skate de saliva de vaca y que Zeke reiría.   |
| Duelo de mal aliento         | Luther  | Luther abrió la boca y Zeke no soporto su mal aliento y le da victoria aunque Luther pensaba que estaban diciendo palabras graciosas. |
| Detector de mentiras         | Zeke    | Luther se confundió 7 veces con una pregunta y una vez en otra y con eso se fue. |

### Total
- Zeke: 5

- Luther: 5

- Nadie: 4